# Nihon Archives Gakkai
Die Nihon Archives Gakkai (jap. 日本アーカイブズ学会, Nihon Ākaibuzu Gakkai, engl. Japan Society for Archival Science, kurz: JSAS, dt. „Japanische Gesellschaft für Archivkunde“) ist eine wissenschaftliche Gesellschaft für Archivkunde, die 2004 eingerichtet wurde. Sie hat ihren Sitz im Stadtteil Minato, in der Präfektur Tokio. Gegenwärtiger Leiter der Gesellschaft ist Minoru Takahashi. Die reguläre Mitgliedschaft ist Einzelpersonen möglich, juristische Personen bzw. Organisationen können als Fördermitglied aufgenommen werden.
Die Tätigkeitsschwerpunkte der Gesellschaft für Archivkunde sind die Erforschung und Untersuchung der Verwaltung von Archiven, der Gründung, Struktur und Geschichte von Archiven sowie der Ausbildung von Archivaren. Zu diesem Zweck nutzt sie die Erkenntnisse aus anderen Wissenschaftsbereichen und kooperiert etwa mit den Geschichts-, den Gesellschaftswissenschaften und der Informatik.
Das „Gesetz über Archive“ (公文書館法, Kōbunshokanhō) von 1987 schreibt vor, dass für die Leitung, als Personal und für die Erforschung von Archivmaterialien Fachpersonal angestellt werden muss. Ein System für die Ausbildung dieses Fachpersonals ist jedoch noch im Aufbau begriffen. Das Gesetz über Archive wurde im Anschluss an eine Fachkonferenz der Geschichtswissenschaften erlassen. Es folgten 1999 das „Gesetz über Nationalarchive bzw. staatliche Archive“ (国立公文書館法, Kokuritsu Kōbunshokanhō) und 2009 das „Gesetz über die Verwaltung von Archiven“ (公文書等の管理に関する法律, Kōbunsho nado no kanri ni kansuru hōritsu). In diesem Zusammenhang hatte die Gesellschaft für Archivkunde die Aufgabe ein Modell-Curriculum für die Ausbildung von Fachpersonal an Universitäten zu entwickeln. Der erste Studiengang für Archivkunde wurde im März 2008 an der Gakushūin-Universität eingerichtet. Die Leitung des eingerichteten Studienbereichs übernahm zunächst der Historiker Toshihiko Takahashi; gegenwärtig unterrichtet Minoru Takahashi, der zugleich Vorsitzender der Gesellschaft ist, im Gebäude des „Nationalen Forschungsinstituts für japanische Literatur“.